# Isla Cottonwood (Washington)
La isla Cottonwood es una isla deshabitada del estado de Washington. Se encuentra en el río Columbia, entre Kalama (Washington) y las ciudades de Longview y Kelso (Washington), río abajo. La isla debe su nombre a un bosquecillo de álamos que hay en ella.